# انتحار ريهتيه بارسونز
ريتا آن بارسونز (9 ديسمبر 1995 – 7 أبريل 2013)، كانت طالبة تبلغ من العمر 17 عامًا في مدرسة كول هاربر الثانوية بمدينة دارتموث في نوفا سكوشا، كندا. في 4 أبريل 2013، حاولت الانتحار شنقًا في منزلها، مما أدى إلى دخولها في غيبوبة، فصل جهاز دعم حياتها في 7 أبريل. تعزى وفاتها إلى انتشار صور على الإنترنت تُظهر تعرضها لما يُعتقد أنه اغتصاب جماعي من قبل أربعة فتيان قبل 17 شهرًا من الحادث، في نوفمبر 2011.
وجهت والدتها اللوم إلى الفتيان الأربعة الذين اغتصبوها ونشروا الصور على صفحة فيسبوك أنشأتها لتكريمها، وكذلك إلى التنمر المستمر والمضايقات عبر الإنترنت، وفشل النظام القضائي الكندي، معتبرة أن هذه العوامل دفعت ابنتها إلى الانتحار.
وفي رد فعل على هذه المأساة، أصدرت مقاطعة نوفا سكوشا في أغسطس 2013 قانونًا يسمح للضحايا بالحصول على حماية ضد التنمر الإلكتروني ومقاضاة مرتكبي هذه الجرائم.

## تفاصيل الحادث
تعرضت ريهتيه لعملية اغتصاب مروعة في عام 2011، وحاولت الانتقام من الجناة ومحاسبتهم قانونيًا، لكن السلطات الكندية لم تتخذ أي إجراء بسبب نقص الأدلة. وصفت والدتها، ليا بارسونز، ما حدث قائلة إن ريهتيه ذهبت مع صديق إلى منزل، وهناك فوجئت باغتصابها من قبل أربعة أشخاص، أحدهم التقط صورًا أثناء الحادث ونشرها بين زملائها وأصدقائها.
عانت ريهتيه كثيرًا بعد الحادث، خاصة من الشتائم التي تلقتها من زميلاتها، اللواتي وصفنها بالوقاحة رغم كونها الضحية. بالإضافة إلى ذلك، تعرضت لتحرش من بعض زملائها الذين عرضوا عليها ممارسة الجنس. قرر والداها نقلها إلى مدينة أخرى بعيدة عن الضغوط، لتعزيز فرصة التعافي وتكوين صداقات جديدة لا تعرف قصتها. ورغم تحسنها قليلاً، عادت التقلبات المزاجية لتسيطر عليها، مما أدى بها في النهاية إلى الانتحار.
كتبت والدتها على صفحتها في فيسبوك رسالة مؤثرة كشفت حجم المعاناة التي عاشتها ريهتيه، قائلة: «سنتذكر ليس فقط كلمات أعدائنا، بل أيضًا صمت أصدقائنا»، في إشارة إلى الخذلان الذي تعرضت له حتى من أقرب صديقاتها.